# 1995 في كندا
فيما يلي قوائم الأحداث التي وقعت خلال عام 1995 في كندا.

## رياضة
- 11 يونيو – جائزة كندا الكبرى 1995 الفائز جان إليزي.

## ظهور
- 1 يناير – تيجان و سارا
- 1 يناير – نيكلباك

## برامج ومسلسلات وأنمي
- ماكلاود

## موسيقى

### أغاني
من الأغاني التي صدرت هذه السنة في كندا:
- 4 أبريل – هل أحببت حقا امرأة من قبل من غناء براين آدمز.

## مواليد

### يناير
- 1 يناير – لورين ساوثرن
- 3 يناير – فيكتوريا دافيلد
- 22 يناير – آدام همتي

### فبراير
- 23 فبراير – أندرو ويغينز لاعب كرة سلة كندي.

### أبريل
- 22 أبريل – آدم لمحمدي متزحلق جبال الألب كندي.

### نوفمبر
- 5 نوفمبر – تراي ليليس لاعب كرة سلة كندي.

### ديسمبر
- 20 ديسمبر – غابرييل ماييه ممثل كندي.

## وفيات

### يناير
- 1 يناير – آرثر والكر (مواليد 1907)
- 25 يناير – ألبرت وليم تاكر (مواليد 1905) رياضياتي أمريكي.
- 28 يناير – جورج وودكوك (مواليد 1912)

### مارس
- 14 مارس – جون همفري (مواليد 1905)

### أبريل
- 25 أبريل – آليكسندر نوكس (مواليد 1907)